# Eduard Schmidt von der Launitz

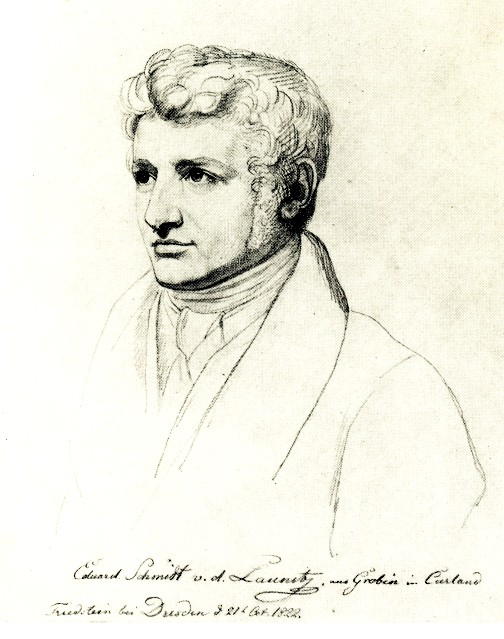
Eduard Schmidt von der Launitz.

Nikolaus Karl Eduard Schmidt von der Launitz, född 23 november 1797, död 12 december 1869, var en tysk skulptör.
von der Launitz härstammade från Kurland, erhöll utbildning av Bertel Thorvaldsen i Rom och var därefter huvudsakligen verksam i Frankfurt am Main, där hans mest kända skapelse är Gutenbergsmonumentet med talrika figurer och springbrunn.

## Galleri

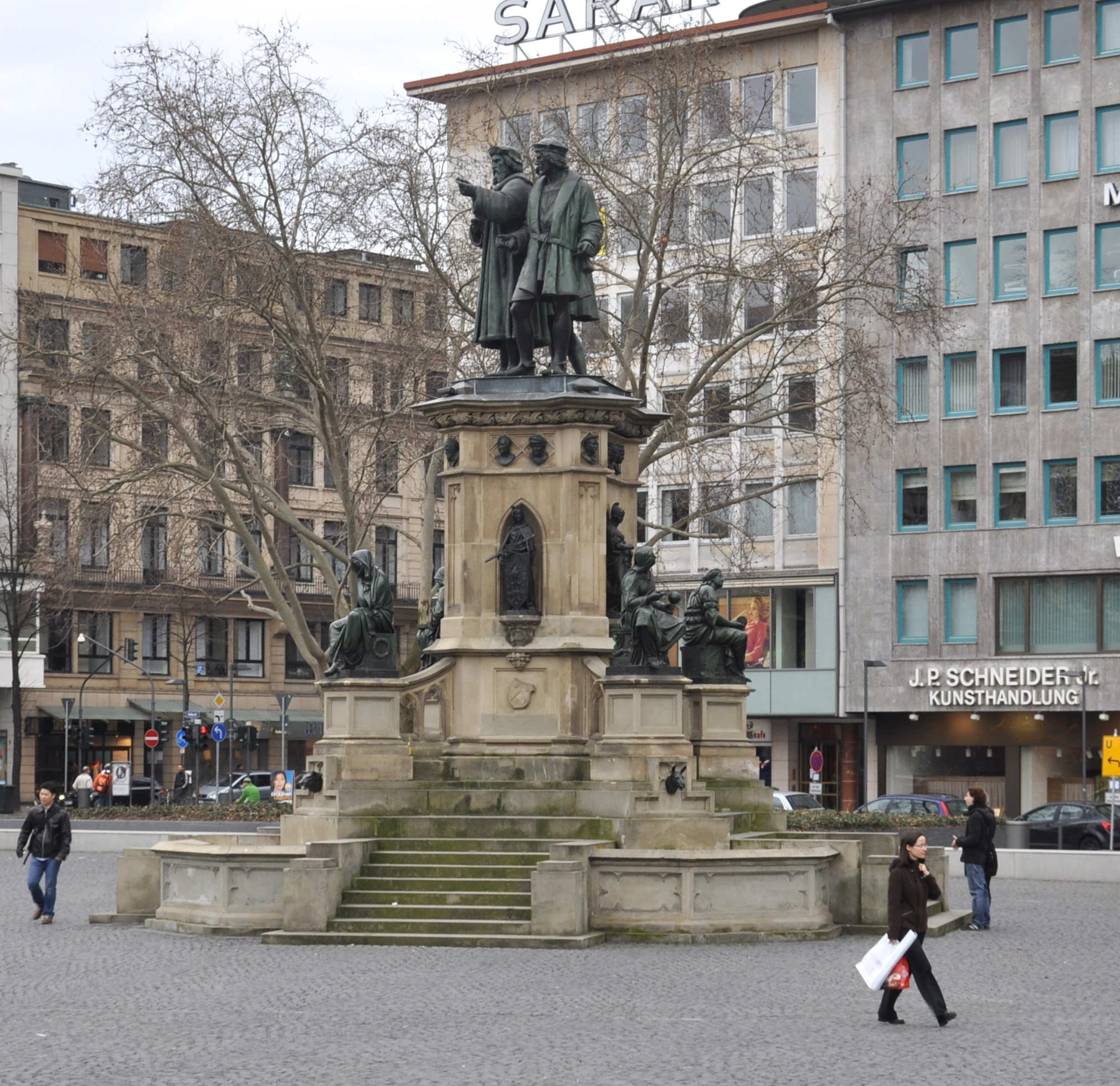
Gutenbergmonumentet
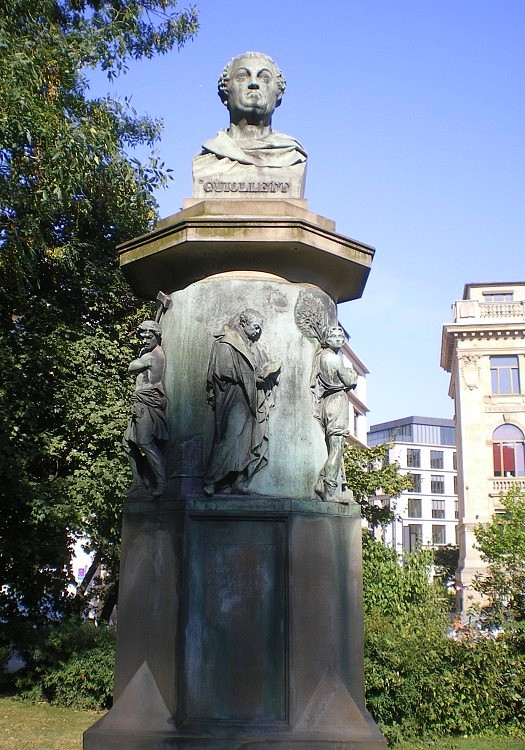
Monument över Jakob Guiollett i Frankfurt
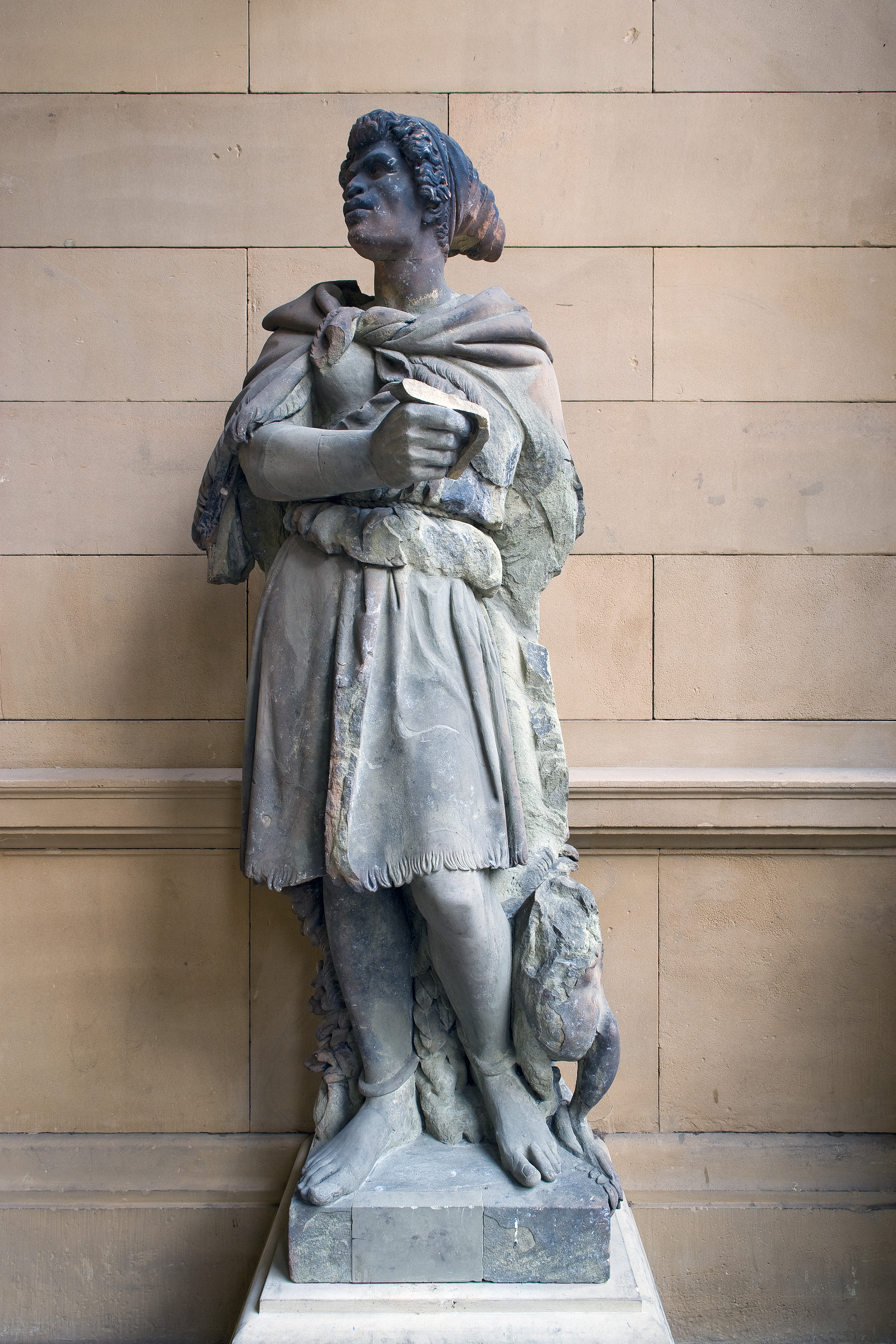
Fasadfiguren Australia på gamla börshuset i Frankfurt
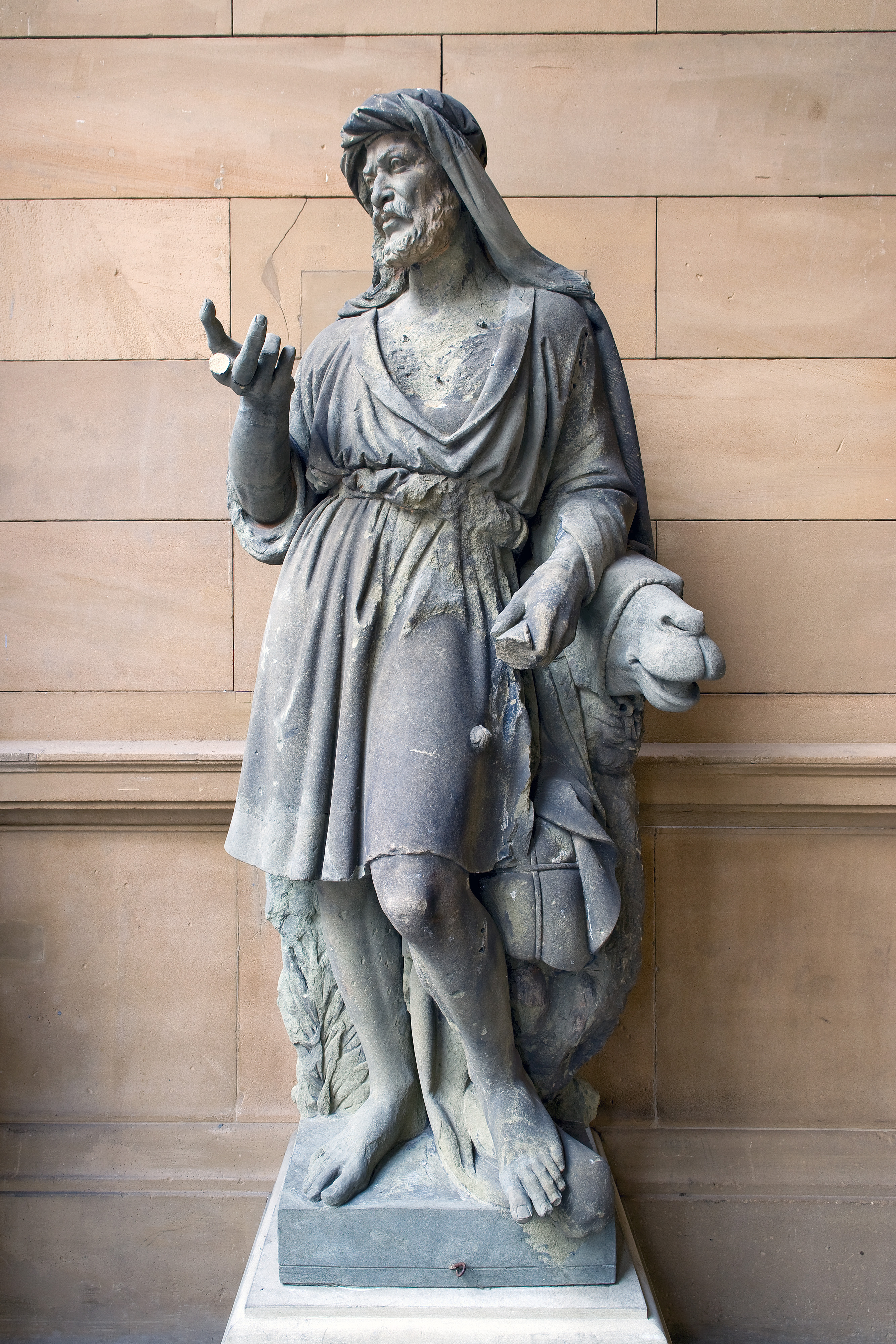
Fasadfiguren Fernhandel på gamla börshuset i Frankfurt